# Video immersivo

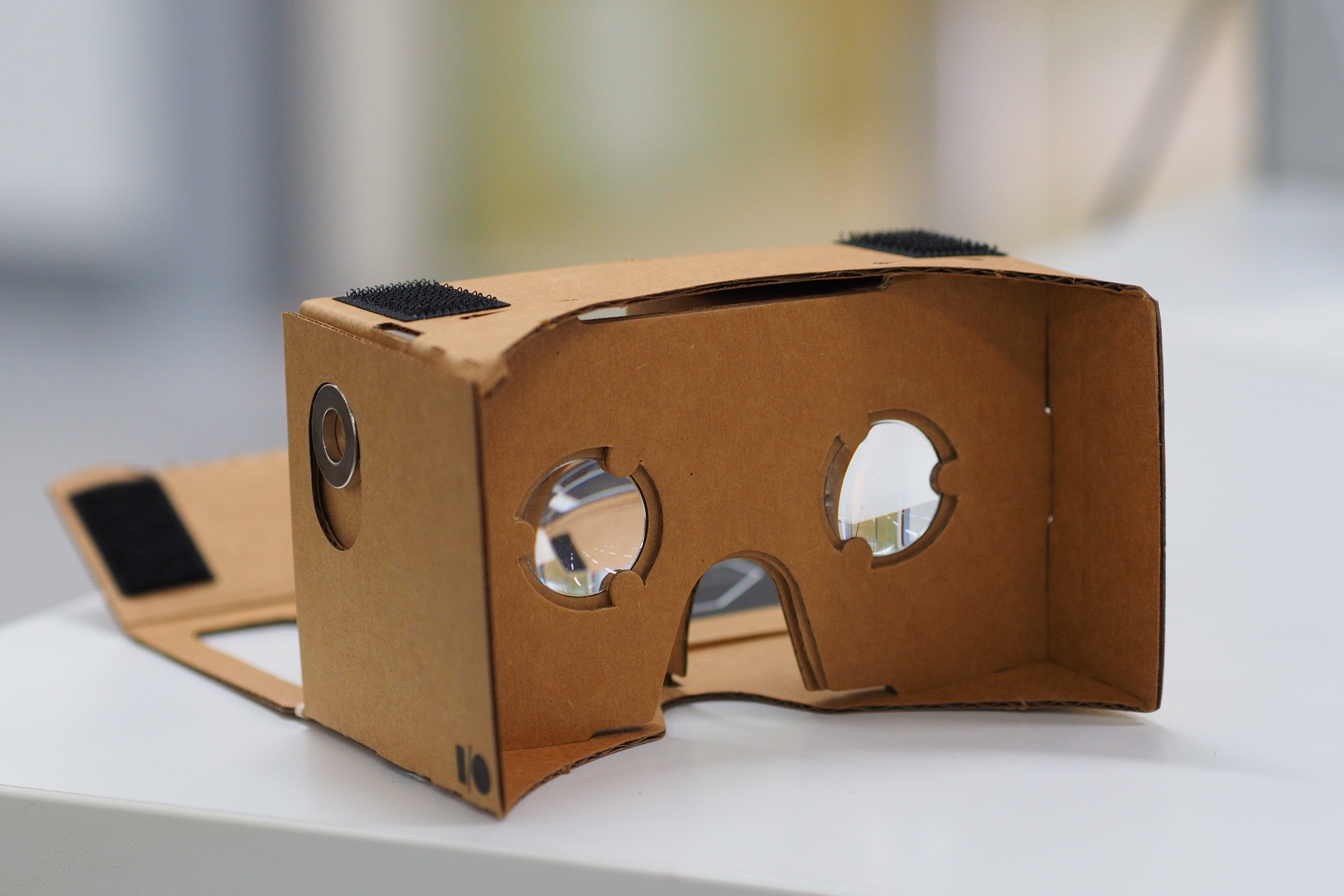
Il Google Cardboard è un supporto per smartphone che permette la fruizione dei video a 360°

Un video immersivo (anche noto come video panoramico o video a 360 gradi) è una videoregistrazione di una scena reale dove si registra nello stesso tempo in qualsiasi direzione. L'utente durante l'esecuzione del video avrà così la possibilità di scorrere in alto e in basso, a destra e a sinistra il video. L'unico punto non visibile e ovviamente dove è posizionato il supporto per la ripresa. 
I video a 360° possono essere visualizzati su una varietà di dispositivi, inclusi:
- Computer e laptop: Puoi guardare i video a 360° utilizzando i browser web più recenti, come Google Chrome, Mozilla Firefox o Microsoft Edge. È possibile utilizzare il mouse per navigare nell'ambiente a 360° o, se disponibile, muovere la visuale trascinando con il cursore.
- Smartphone e tablet: La maggior parte dei dispositivi mobili supporta la visualizzazione dei video a 360° tramite app dedicate o attraverso i browser web. Puoi spostare il dispositivo fisicamente o trascinare con il dito sullo schermo per esplorare l'ambiente a 360°.
- Oculus Rift, HTC Vive, e altri visori per la realtà virtuale (VR): Questi visori offrono un'esperienza di visualizzazione altamente immersiva, consentendoti di guardare i video a 360° come se fossi fisicamente presente nell'ambiente.
- Smart TV e dispositivi di streaming: Molte smart TV moderne e dispositivi di streaming come Chromecast, Roku e Amazon Fire TV supportano la riproduzione di video a 360°. Puoi utilizzare il telecomando o l'applicazione associata per navigare nel video.

Indipendentemente dal dispositivo utilizzato, l'esperienza di visione di un video a 360° può variare in base alla capacità del dispositivo e alla sua compatibilità con la riproduzione di contenuti immersivi.
I video a 360°, sulla base della tecnica di realizzazione e visione, si suddividono in due tipologie: monoscopico o stereoscopico. 
- Il video a 360° monoscopico presenta un'unica immagine che viene visualizzata da entrambi gli occhi, come suggerisce il prefisso "mono". Le riprese avvengono con videocamere a 360° dotate di sole due lenti, posizionate una di fronte all'altra. Questo formato è ampiamente diffuso oggi per i video a 360°; basta dare uno sguardo a piattaforme come YouTube, Vimeo e Facebook per notare che la maggior parte dei video disponibili sono di questo tipo.
- Il video stereoscopico a 360° è un'esperienza coinvolgente che sfrutta due distinti canali video all'interno dello stesso contenitore: uno per l'occhio destro e uno per l'occhio sinistro. Questi canali registrano il medesimo soggetto con angolazioni leggermente diverse, replicando così la percezione naturale della profondità data dalla distanza fisiologica tra gli occhi dell'osservatore. Questa tecnica genera un effetto tridimensionale, interpretato dal cervello come un'immagine in 3D, offrendo un'esperienza visiva immersiva e coinvolgente.